# Henri Helle
Henri Hyacinthe Helle (ur. 4 września 1873 w Thiescourt, zm. 21 czerwca 1901 tamże) – francuski łucznik, medalista olimpijski.
Helle wystartował na Letnich Igrzyskach Olimpijskich 1900 w Paryżu. Został wicemistrzem olimpijskim, zdobywając srebro w au chapelet z 50 m – pokonał go wyłącznie Eugène Mougin. Ponadto zajął 4. miejsce w au cordon doré z 50 m.